# Рейнская газета
«Рейнская Газета» — независимая еженедельная газета, выходящая на русском языке в Германии, в регионе Северный Рейн-Вестфалия. В самоназвании газеты оба слова пишутся с прописных букв, вопреки правилам русского языка.
Главным образом предназначена для иммигрантов и репатриантов из стран бывшего СССР, а также для немцев, читающих по-русски.
Распространяется только в указанном регионе. Выходит один раз в неделю по четвергам. Распространяется по подписке и через розничную продажу в газетных киосках и «русских» магазинах.

## Направленность
«Рейнская Газета» — общая газета, освещающая политические, общественные, экономические, культурные, спортивные события из жизни региона, а также Германии, Европы и стран бывшего СССР.

## История
«Рейнская Газета» как региональный выпуск общегерманской газеты «Русская Германия» существует с 2000 года. Изначально отделение редакции находилось в Дюссельдорфе и готовило только региональные страницы. В 2006 году региональный выпуск был выведен в самостоятельное издание и в марте 2007 года при участии издательства WAZ Mediengruppe переведен на ежедневный ритм. Редакция перенесена в Эссен. Одновременно был изменён и дизайн газеты.
«Рейнская Газета» была первой в современной европейской истории ежедневной газетой на русском языке за пределами стран бывшего СССР и третьей в мире (ежедневно выходят также нью-йоркское «Новое русское слово» и израильские «Вести»). Главным редактором газеты был назначен Юрий Могилевский, до этого работавший ответственным редактором регионального баварского выпуска «Русской Германии».
С 1 января 2008 года газета вернулась к еженедельному ритму, главным редактором стал Борис Фельдман.
С 1 января 2009 года газета вновь является региональным выпуском общегерманской «Русской Германии», редакции газет объединены.